# Strong, Maine
Strong är en kommun (town) i Franklin County i Maine. Vid 2010 års folkräkning hade Strong 1 213 invånare.